# 红羊乡
红羊乡，是中华人民共和国宁夏回族自治区中卫市海原县下辖的一个乡镇级行政单位。

## 行政区划
红羊乡下辖以下地区：
杨明村、张元村、安堡村、建国村、谢套村、术川村、红羊村、红堡村、前进村、刘套村和石塘村。